# Carduus
Carduus е род покритосеменни растения от семейство Сложноцветни (Asteraceae). Включва около 90 вида, разпространени в Европа, Азия и Африка.

## Видове
- Carduus acanthoides
- Carduus acicularis
- Carduus adpressus
- Carduus benedictus
- Carduus candicans
- Carduus carduelis
- Carduus chamaecephalus
- Carduus crispus
- Carduus defloratus
- Carduus hamulosus
- Carduus keniensis
- Carduus kerneri
- Carduus nutans – Наведен магарешки бодил
- Carduus personata
- Carduus pycnocephalus
- Carduus thoermeri
- Carduus thracicus – Тракийски магарешки бодил
- Carduus tenuiflorus
- Carduus tmoleus